# Alex Morgan
Pour les articles homonymes, voir Morgan.
Alexandra Morgan Carrasco, dite Alex Morgan, née le 2 juillet 1989 à San Dimas (Californie), est une joueuse internationale américaine de soccer jouant au poste d'attaquante. Avec la sélection américaine, elle est championne olympique en 2012 et championne du monde en 2015 et 2019.
Le 5 septembre 2024, elle annonce qu'elle jouera le dernier match de sa carrière le 8 septembre.

## Biographie

### Carrière en club

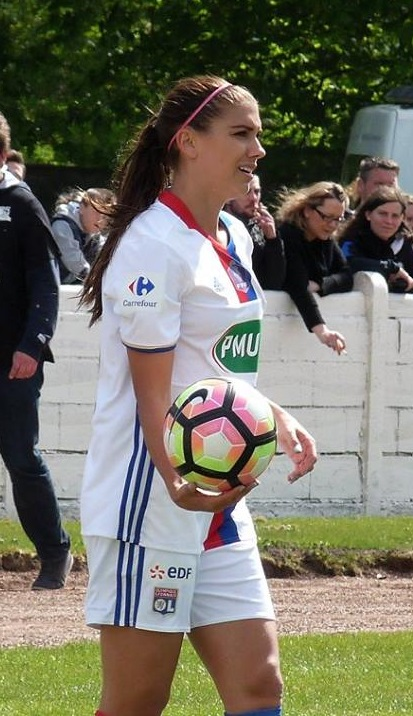
Avec l'Olympique lyonnais en Coupe de France en avril 2017.

De 2007 à 2010, Morgan joue son soccer universitaire avec les Golden Bears de l'Université de Californie à Berkeley. Elle est la meilleure buteuse de son équipe à chacune de ses trois saisons Elle est la troisième meilleure buteuse de tous les temps pour les Golden Bears avec 45 buts. À la fin de ses études universitaires, elle joue la saison 2010 avec les Blues de Pali dans la W-League. Le 14 janvier 2011, elle est repêchée par le Flash de Western New York de la Women's Professional Soccer. Morgan devient ainsi la première joueuse de l'histoire des Californie Golden à jouer dans les rangs professionnels de la Women's Professional Soccer. Pour sa première saison (2011), avec quatre buts en treize matchs joués, elle aide le Western New York Flash à remporter le championnat. Après la suspension des activités de la Women's Professional Soccer en février 2012, elle signe avec les Sounders Women de Seattle. Le 11 janvier 2013, elle est mise à disposition du Thorns de Portland, jouant dans la nouvelle National Women's Soccer League qu'elle remporte.
Le 20 décembre 2016, l'attaquante s'engage jusqu'en juin 2017 avec l'Olympique lyonnais. Elle joue son premier match sous ses nouvelles couleurs au Stade Fred-Aubert face à Guingamp le 14 janvier 2017 pour le compte de la 12e journée de championnat ; les lyonnaises s'imposent 3-0. Le 8 mai, elle est officiellement championne de France lors de la victoire 9-0 contre Soyaux à la 20e journée.
Le 1er juin 2017, elle remporte la Ligue des champions face au Paris Saint-Germain (0-0 tab 7-6) ; elle joue une vingtaine de minutes avant de se blesser et de laisser sa place à Élodie Thomis. Elle arrive 3e pour le ballon d'or féminin.

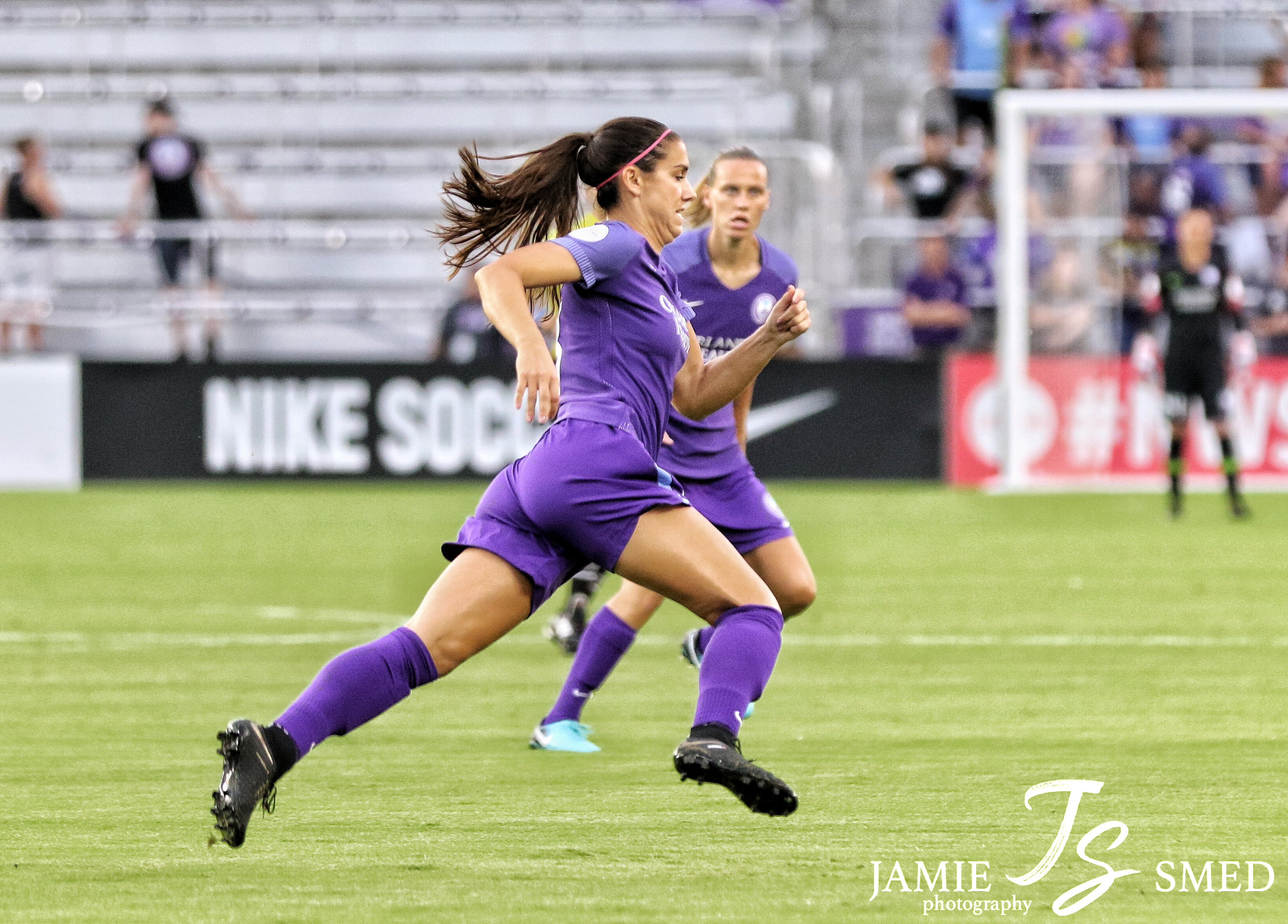
Alex Morgan en 2018 avec le Pride d'Orlando.

Sa saison 2020 est stoppée prématurément car elle est enceinte. Elle accouche de sa fille Charlie le 7 mai 2020. 
En septembre 2020, Alex Morgan effectue son retour en Europe, quatre mois après avoir donné naissance à sa fille. L'attaquante signe un contrat d'une saison en faveur de Tottenham. Le 21 décembre 2020 et après seulement 5 matchs disputés avec Tottenham, Alex Morgan quitte le club pour retourner aux États-Unis.

### Carrière en sélection nationale
La première apparition en sélection nationale pour Morgan vient au tournoi de la CONCACAF U-20 en 2008 au Mexique, où elle marque son premier but international contre Cuba. Par la suite, Morgan fait partie de l'équipe nationale américaine des moins de 20 ans et participe en 2008 à la Coupe du monde U-20 au Chili, marquant quatre buts dans le tournoi. La performance de Morgan sur le terrain lui vaut le Soulier de Bronze (au troisième rang des buteuses) et la boule argent (deuxième meilleure joueuse du tournoi).
En mars 2010, elle fait partie pour la première fois de l'équipe nationale senior des États-Unis, apparaissant d'abord comme une joueuse remplaçante lors d'un match contre le Mexique. Elle marque son premier but en sélection senior après son entrée sur le terrain en tant que remplaçante face à la Chine en octobre 2010. Son but le plus important à ce jour vient un mois plus tard, en novembre, dans un match crucial contre l'Italie, lors du barrage pour la qualification au mondial féminin de 2011.
Morgan participe à la Coupe du monde féminine 2011 en Allemagne. Elle y joue un rôle de remplaçante. Elle est également la plus jeune joueuse sur la liste américaine.
Lors de la demi-finale face à l'équipe de France, elle marque le dernier but du 3 à 1 en faveur des Américaines, assurant à son équipe l'accès en finale.
En finale de la coupe du monde face au Japon, elle marque le premier but pour son équipe, et offre le but du 2-1 à Abby Wambach d'un centre parfait.
En 2012, elle reçoit le titre de meilleure buteuse de l'Algarve Cup que l'équipe américaine remporte.
Le 6 août 2012, lors des Jeux olympiques, elle marque le but de la victoire dans les dernières secondes des prolongations contre le Canada. Ce but qualifie les États-Unis pour la finale.
Elle fait partie de l'équipe américaine championne du monde en 2015.
Alex Morgan fait partie de la sélection Américaine pour les Jeux olympiques de Rio 2016, elle participe au succès de sa sélection lors du 1er match de poule, en inscrivant le 2e but face a la Nouvelle-Zélande victoire 2-0 des États-Unis, d'une frappe fuyante au 1er poteau. L'équipe américaine est éliminée par la Suède aux tirs au but en quarts de finale, et c'est la première fois qu'elle ne monte pas sur le podium aux Jeux olympiques. 
Lors du premier match des États-Unis dans la Coupe du monde 2019 en France, le 11 juin à Reims, Alex Morgan inscrit un quintuplé face à la Thaïlande, à l'occasion d'une victoire record de son équipe sur le score de 13-0.
En 2023, elle fait partie des 23 joueuses sélectionnées par Vlatko Andonovski pour participer à la Coupe du monde.
Elle annonce sa retraite sportive en septembre 2024, à l'âge de 35 ans et enceinte de son deuxième enfant.

## Statistiques

### En club
| Saison                | Club                      | Championnat           | Championnat | Championnat | Championnat | Coupe(s) nationale(s) | Coupe(s) nationale(s) | Coupe(s) nationale(s) | Compétition(s) continentale(s) | Compétition(s) continentale(s) | Compétition(s) continentale(s) | Compétition(s) continentale(s) | Autres compétitions | Autres compétitions | Autres compétitions | Autres compétitions | Total | Total | Total |
| Saison                | Club                      | Division              | M.          | B.          | P.d.        | M.                    | B.                    | P.d.                  | Comp.                          | M.                             | B.                             | P.d.                           | Comp.               | M.                  | B.                  | P.d.                | M.    | B.    | P.d.  |
| 2010                  | Pali Blues                | W-League              | 3           | 1           | 0           | -                     | -                     | -                     | -                              | -                              | -                              | -                              | -                   | -                   | -                   | -                   | 3     | 1     | 0     |
| 2011                  | Western New York Flash    | WPS                   | 13          | 4           | 3           | -                     | -                     | -                     | -                              | -                              | -                              | -                              | Séries              | 1                   | 0                   | 0                   | 14    | 4     | 3     |
| 2012                  | Sounders de Seattle       | W-League              | 3           | 2           | 2           | -                     | -                     | -                     | -                              | -                              | -                              | -                              | -                   | -                   | -                   | -                   | 3     | 2     | 2     |
| 2013                  | Thorns de Portland        | NWSL                  | 18          | 8           | 4           | -                     | -                     | -                     | -                              | -                              | -                              | -                              | Séries              | 1                   | 0                   | 1                   | 19    | 8     | 5     |
| 2014                  | Thorns de Portland        | NWSL                  | 14          | 6           | 4           | -                     | -                     | -                     | -                              | -                              | -                              | -                              | Séries              | 1                   | 0                   | 0                   | 15    | 6     | 4     |
| 2015                  | Thorns de Portland        | NWSL                  | 4           | 1           | 2           | -                     | -                     | -                     | -                              | -                              | -                              | -                              | -                   | -                   | -                   | -                   | 4     | 1     | 2     |
| Sous-total            | Sous-total                | Sous-total            | 36          | 15          | 10          | -                     | -                     | -                     | -                              | -                              | -                              | -                              | -                   | 2                   | 0                   | 1                   | 38    | 15    | 11    |
| 2016                  | Pride d'Orlando           | NWSL                  | 15          | 4           | 1           | -                     | -                     | -                     | -                              | -                              | -                              | -                              | -                   | -                   | -                   | -                   | 15    | 4     | 1     |
| 2016-2017             | Olympique lyonnais (prêt) | Division 1            | 8           | 5           | 2           | 3                     | 7                     | 2                     | WCL                            | 5                              | 0                              | 0                              | -                   | -                   | -                   | -                   | 16    | 12    | 4     |
| 2017                  | Pride d'Orlando           | NWSL                  | 13          | 9           | 4           | -                     | -                     | -                     | -                              | -                              | -                              | -                              | Séries              | 1                   | 0                   | 0                   | 14    | 9     | 4     |
| 2018                  | Pride d'Orlando           | NWSL                  | 19          | 5           | 2           | -                     | -                     | -                     | -                              | -                              | -                              | -                              | -                   | -                   | -                   | -                   | 19    | 5     | 2     |
| 2019                  | Pride d'Orlando           | NWSL                  | 6           | 0           | 0           | -                     | -                     | -                     | -                              | -                              | -                              | -                              | -                   | -                   | -                   | -                   | 6     | 0     | 0     |
| Sous-total            | Sous-total                | Sous-total            | 38          | 14          | 6           | -                     | -                     | -                     | -                              | -                              | -                              | -                              | -                   | 1                   | 0                   | 0                   | 39    | 14    | 6     |
| 2020                  | Tottenham                 | WSL                   | 5           | 2           | 0           | -                     | -                     | -                     | -                              | -                              | -                              | -                              | -                   | -                   | -                   | -                   | 5     | 2     | 0     |
| Total sur la carrière | Total sur la carrière     | Total sur la carrière | 121         | 47          | 24          | 3                     | 7                     | 2                     | -                              | 5                              | 0                              | 0                              | -                   | 4                   | 0                   | 1                   | 133   | 54    | 27    |

### En sélection
| Saison                | Sélection             | Phases finales                     | Phases finales | Phases finales | Algarve Cup | Algarve Cup | Matchs amicaux | Matchs amicaux | Autres  | Autres | Autres | Total | Total |
| Saison                | Sélection             | Compétition majeure                | M              | B              | M           | B           | M              | B              | C       | M      | B      | M     | B     |
| --------------------- | --------------------- | ---------------------------------- | -------------- | -------------- | ----------- | ----------- | -------------- | -------------- | ------- | ------ | ------ | ----- | ----- |
| 2010                  | États-Unis            | Championnat féminin de la CONCACAF | 4              | 2              | -           | -           | 2              | 1              | QCM     | 2      | 1      | 8     | 4     |
| 2011                  | États-Unis            | Coupe du monde                     | 3              | 2              | 4           | 3           | 9              | 1              | FNT     | 3      | 0      | 19    | 6     |
| 2012                  | États-Unis            | Jeux olympiques                    | 6              | 3              | 4           | 5           | 16             | 16             | QJO     | 5      | 4      | 31    | 28    |
| 2013                  | États-Unis            | -                                  | -              | -              | 2           | 3           | 10             | 3              | -       | -      | -      | 12    | 6     |
| 2014                  | États-Unis            | Championnat féminin de la CONCACAF | 2              | 0              | -           | -           | 3              | 5              | QCM     | 2      | 0      | 7     | 5     |
| 2015                  | États-Unis            | Coupe du monde                     | 7              | 1              | 4           | 1           | 11             | 5              | -       | -      | -      | 22    | 7     |
| 2016                  | États-Unis            | Jeux olympiques                    | 4              | 2              | -           | -           | 9              | 8              | QJO+SBC | 5+3    | 5+2    | 21    | 17    |
| 2017                  | États-Unis            | -                                  | -              | -              | -           | -           | 2              | 0              | SBC     | 3      | 0      | 5     | 0     |
| Total sur la carrière | Total sur la carrière | Total sur la carrière              | 26             | 10             | 14          | 11          | 62             | 40             | -       | 23     | 12     | 125   | 73    |

| Année | Matchs | Titu. | Min  | Buts | Passes déc. | Ratio But/Match |
| ----- | ------ | ----- | ---- | ---- | ----------- | --------------- |
| 2010  | 8      | 0     | 232  | 4    | 1           | 0,500           |
| 2011  | 19     | 2     | 654  | 6    | 2           | 0,315           |
| 2012  | 31     | 27    | 2319 | 28   | 21          | 0,903           |
| 2013  | 12     | 10    | 811  | 6    | 4           | 0,500           |
| 2014  | 7      | 4     | 418  | 5    | 4           | 0,714           |
| 2015  | 22     | 19    | 1547 | 7    | 0           | 0,318           |
| 2016  | 21     | 16    | 1504 | 17   | 3           | 0.809           |
| 2017  | 3      | 1     | 94   | 0    | 0           | 0,000           |
| Total | 123    | 79    | 7559 | 73   | 35          | 0,593           |

Dernière mise à jour effectuée le 23 mars 2017,

#### Buts en sélection
| Buts en sélection d'Alex Morgan | Buts en sélection d'Alex Morgan | Buts en sélection d'Alex Morgan                       | Buts en sélection d'Alex Morgan | Buts en sélection d'Alex Morgan | Buts en sélection d'Alex Morgan         | Buts en sélection d'Alex Morgan |
|                                 | Date                            | Lieu                                                  | Adversaire                      | Résultat                        | Compétition                             |                                 |
| ------------------------------- | ------------------------------- | ----------------------------------------------------- | ------------------------------- | ------------------------------- | --------------------------------------- | ------------------------------- |
| 1.                              | 6 octobre 2010                  | PPL Park, Chester, États-Unis                         | Chine                           | 1-1                             | Match amical                            |                                 |
| 2.                              | 30 octobre 2010                 | Estadio Andrés Quintana Roo, Cancún, Mexique          | Guatemala                       | 9-0                             | Championnat féminin de la CONCACAF 2010 |                                 |
| 3.                              | 1er novembre 2010               | Estadio Andrés Quintana Roo, Cancún, Mexique          | Costa Rica                      | 4-0                             | Championnat féminin de la CONCACAF 2010 |                                 |
| 4.                              | 20 novembre 2010                | Stadio Euganeo, Padoue, Italie                        | Italie                          | 1-0                             | Qualifications Coupe du monde 2011      |                                 |
| 5.                              | 7 mars 2011                     | Estádio Municipal, Quarteira, Portugal                | Finlande                        | 4-0                             | Algarve Cup 2011                        |                                 |
| 6.                              | 7 mars 2011                     | Estádio Municipal, Quarteira, Portugal                | Finlande                        | 4-0                             | Algarve Cup 2011                        |                                 |
| 7.                              | 9 mars 2011                     | Stade de l'Algarve, Faro, Portugal                    | Islande                         | 4-2                             | Algarve Cup 2011                        |                                 |
| 8.                              | 13 juillet 2011                 | Borussia-Park, Mönchengladbach, Allemagne             | France                          | 3-1                             | Coupe du monde 2011                     |                                 |
| 9.                              | 17 juillet 2011                 | Commerzbank-Arena, Francfort-sur-le-Main, Allemagne   | Japon                           | 2-2                             | Coupe du monde 2011                     |                                 |
| 10.                             | 22 septembre 2011               | Jeld-Wen Field, Portland, États-Unis                  | Canada                          | 3-0                             | Match amical                            |                                 |
| 11.                             | 22 janvier 2012                 | BC Place, Vancouver, Canada                           | Guatemala                       | 13-0                            | Qualifications JO Londres 2012          |                                 |
| 12.                             | 27 janvier 2012                 | BC Place, Vancouver, Canada                           | Costa Rica                      | 3-0                             | Qualifications JO Londres 2012          |                                 |
| 13.                             | 29 janvier 2012                 | BC Place, Vancouver, Canada                           | Canada                          | 4-0                             | Qualifications JO Londres 2012          |                                 |
| 14.                             | 29 janvier 2012                 | BC Place, Vancouver, Canada                           | Canada                          | 4-0                             | Qualifications JO Londres 2012          |                                 |
| 15.                             | 11 février 2012                 | FC Dallas Stadium, Frisco, États-Unis                 | Nouvelle-Zélande                | 2-1                             | Match amical                            |                                 |
| 16.                             | 11 février 2012                 | FC Dallas Stadium, Frisco, États-Unis                 | Nouvelle-Zélande                | 2-1                             | Match amical                            |                                 |
| 17.                             | 29 février 2012                 | Estádio Municipal, Lagos, Portugal                    | Danemark                        | 5-0                             | Algarve Cup 2012                        |                                 |
| 18.                             | 29 février 2012                 | Estádio Municipal, Lagos, Portugal                    | Danemark                        | 5-0                             | Algarve Cup 2012                        |                                 |
| 19.                             | 7 mars 2012                     | Estádio Municipal, Parchal, Portugal                  | Suède                           | 4-0                             | Algarve Cup 2012                        |                                 |
| 20.                             | 7 mars 2012                     | Estádio Municipal, Parchal, Portugal                  | Suède                           | 4-0                             | Algarve Cup 2012                        |                                 |
| 21.                             | 7 mars 2012                     | Estádio Municipal, Parchal, Portugal                  | Suède                           | 4-0                             | Algarve Cup 2012                        |                                 |
| 22.                             | 1er avril 2012                  | Yurtec Stadium Sendai, Sendai, Japon                  | Japon                           | 1-1                             | Kirin Challenge Cup 2012                |                                 |
| 23.                             | 27 mai 2012                     | PPL Park, Chester, États-Unis                         | Chine                           | 4-1                             | Match amical                            |                                 |
| 24.                             | 27 mai 2012                     | PPL Park, Chester, États-Unis                         | Chine                           | 4-1                             | Match amical                            |                                 |
| 25.                             | 16 juin 2012                    | Örjans Vall, Halmstad, Suède                          | Suède                           | 3-1                             | Sweden Invitational 2012                |                                 |
| 26.                             | 18 juin 2012                    | Örjans Vall, Halmstad, Suède                          | Japon                           | 4-1                             | Sweden Invitational 2012                |                                 |
| 27.                             | 18 juin 2012                    | Örjans Vall, Halmstad, Suède                          | Japon                           | 4-1                             | Sweden Invitational 2012                |                                 |
| 28.                             | 25 juillet 2012                 | Hampden Park, Glasgow, Écosse                         | France                          | 4-2                             | JO Londres 2012                         |                                 |
| 29.                             | 25 juillet 2012                 | Hampden Park, Glasgow, Écosse                         | France                          | 4-2                             | JO Londres 2012                         |                                 |
| 30.                             | 6 août 2012                     | Old Trafford, Manchester, Angleterre                  | Canada                          | 4-3                             | JO Londres 2012                         |                                 |
| 31.                             | 1er septembre 2012              | Sahlen's Stadium, Rochester, États-Unis               | Costa Rica                      | 8-0                             | Match amical                            |                                 |
| 32.                             | 16 septembre 2012               | The Home Depot Center, Carson, États-Unis             | Australie                       | 2-1                             | Match amical                            |                                 |
| 33.                             | 19 septembre 2012               | Dick's Sporting Goods Park, Commerce City, États-Unis | Australie                       | 6-2                             | Match amical                            |                                 |
| 34.                             | 19 septembre 2012               | Dick's Sporting Goods Park, Commerce City, États-Unis | Australie                       | 6-2                             | Match amical                            |                                 |
| 35.                             | 28 novembre 2012                | Jeld-Wen Field, Portland, États-Unis                  | République d'Irlande            | 5-0                             | Match amical                            |                                 |
| 36.                             | 28 novembre 2012                | Jeld-Wen Field, Portland, États-Unis                  | République d'Irlande            | 5-0                             | Match amical                            |                                 |
| 37.                             | 28 novembre 2012                | Jeld-Wen Field, Portland, États-Unis                  | République d'Irlande            | 5-0                             | Match amical                            |                                 |
| 38.                             | 1er décembre 2012               | University of Phoenix Stadium, Glendale, États-Unis   | République d'Irlande            | 2-0                             | Match amical                            |                                 |
| 39.                             | 11 mars 2013                    | Estádio Municipal, Lagos, Portugal                    | Suède                           | 1-1                             | Algarve Cup 2013                        |                                 |
| 40.                             | 13 mars 2013                    | Stade de l'Algarve, Faro, Portugal                    | Allemagne                       | 2-0                             | Algarve Cup 2013                        |                                 |
| 41.                             | 13 mars 2013                    | Stade de l'Algarve, Faro, Portugal                    | Allemagne                       | 2-0                             | Algarve Cup 2013                        |                                 |
| 42.                             | 5 avril 2013                    | Sparda Bank Hessen Stadium, Offenbach, Allemagne      | Allemagne                       | 3-3                             | Match amical                            |                                 |
| 43.                             | 2 juin 2013                     | BMO Field, Toronto, Canada                            | Canada                          | 3-0                             | Match amical                            |                                 |
| 44.                             | 2 juin 2013                     | BMO Field, Toronto, Canada                            | Canada                          | 3-0                             | Match amical                            |                                 |
| 45.                             | 19 juin 2014                    | Hartford, Connecticut                                 | France                          | 2-2                             | Match amical                            |                                 |
| 46.                             | 19 juin 2014                    | Hartford, Connecticut                                 | France                          | 2-2                             | Match amical                            |                                 |
| 47.                             | 13 septembre 2014               | Sandy, Utah                                           | Mexique                         | 8-0                             | Match amical                            |                                 |
| 48.                             | 13 septembre 2014               | Sandy, Utah                                           | Mexique                         | 8-0                             | Match amical                            |                                 |
| 49.                             | 18 septembre 2014               | Rochester, New York                                   | Mexique                         | 4-0                             | Match amical                            |                                 |
| 50.                             | 13 février 2015                 | Milton Keynes, Angleterre                             | Angleterre                      | 1–0                             | Match amical                            |                                 |
| 51.                             | 6 mars 2015                     | Santo Antonio, Portugal                               | Suisse                          | 3–0                             | Algarve Cup 2015                        |                                 |
| 52.                             | 22 juin 2015                    | Edmonton, Alberta, Canada                             | Colombie                        | 2–0                             | Coupe du Monde 2015                     |                                 |
| 53.                             | 19 août 2015                    | Chattanooga, Tennessee, États-Unis                    | Costa Rica                      | 7–2                             | Match amical                            |                                 |
| 54.                             | 20 septembre 2015               | Birmingham (Alabama), États-Unis                      | Haïti                           | 8–0                             | Match amical                            |                                 |
| 55.                             | 25 octobre 2015                 | Orlando, Floride, États-Unis                          | Brésil                          | 3–1                             | Match amical                            |                                 |
| 56.                             | 10 décembre 2015                | San Antonio, Texas, États-Unis                        | Trinité-et-Tobago               | 6–0                             | Match amical                            |                                 |
| 57.                             | 23 janvier 2016                 | San Diego, California, États-Unis                     | Irlande                         | 6–0                             | Match amical                            |                                 |
| 58.                             | 10 février 2016                 | Frisco, Texas, États-Unis                             | Costa Rica                      | 5–0                             | Qualifications JO Brésil 2016           |                                 |
| 59.                             | 10 février 2016                 | Frisco, Texas, États-Unis                             | Costa Rica                      | 5–0                             | Qualifications JO Brésil 2016           |                                 |
| 60.                             | 19 février 2016                 | Houston, Texas, États-Unis                            | Trinité-et-Tobago               | 5–0                             | Qualifications JO Brésil 2016           |                                 |
| 61.                             | 19 février 2016                 | Houston, Texas, États-Unis                            | Trinité-et-Tobago               | 5–0                             | Qualifications JO Brésil 2016           |                                 |
| 62.                             | 19 février 2016                 | Houston, Texas, États-Unis                            | Trinité-et-Tobago               | 5–0                             | Qualifications JO Brésil 2016           |                                 |
| 63.                             | 6 mars 2016                     | Nashville, États-Unis                                 | France                          | 1–0                             | SheBelieves Cup 2016                    |                                 |
| 64.                             | 9 mars 2016                     | Boca Raton, Floride, États-Unis                       | Allemagne                       | 2–1                             | SheBelieves Cup 2016                    |                                 |
| 65.                             | 2 juin 2016                     | Denver, Colorado, États-Unis                          | Japon                           | 3–3                             | Match amical                            |                                 |
| 66.                             | 2 juin 2016                     | Denver, Colorado, États-Unis                          | Japon                           | 3–3                             | Match amical                            |                                 |
| 67.                             | 5 juin 2016                     | Cleveland, Ohio, États-Unis                           | Japon                           | 2–0                             | Match amical                            |                                 |
| 68.                             | 3 août 2016                     | Belo Horizonte, Brésil                                | Nouvelle-Zélande                | 2–0                             | JO Brésil 2016                          |                                 |
| 69.                             | 12 août 2016                    | Brasilia, Brésil                                      | Suède                           | 1–1                             | JO Brésil 2016                          |                                 |
| 70.                             | 15 septembre 2016               | Columbus (Ohio), États-Unis                           | Thaïlande                       | 9–0                             | Match amical                            |                                 |
| 71.                             | 15 septembre 2016               | Columbus (Ohio), États-Unis                           | Thaïlande                       | 9–0                             | Match amical                            |                                 |
| 72.                             | 10 novembre 2016                | San Jose, Californie, États-Unis                      | Roumanie                        | 8–1                             | Match amical                            |                                 |
| 73.                             | 10 novembre 2016                | San Jose, Californie, États-Unis                      | Roumanie                        | 8–1                             | Match amical                            |                                 |

NB : Les scores sont affichés sans tenir compte du sens conventionnel en cas de match à l'extérieur (États-Unis-Adversaire)

## Palmarès

### En sélection
Équipe des États-Unis U-20 :
- Vainqueur de la Coupe du monde en 2008 (1)

 Équipe des États-Unis :
- Vainqueur de la Coupe du monde en 2015 et 2019   (2)
- Médaille d'or aux Jeux olympiques en 2012  (1)
- Médaille de bronze aux Jeux olympiques en 2020  (1)
- Vainqueur du Championnat féminin de la CONCACAF en 2014, 2018 et 2022,    (3)
- Vainqueur de l'Algarve Cup en 2011, 2013 et 2015 (3)
- Vainqueur de la Coupe SheBelieves en 2016, 2018, 2021, 2022, 2023 et 2024 (6)
- Vainqueur du Tournoi des Quatre Nations en 2011 (1)
- Finaliste de la Coupe du monde en 2011

### En club
Flash de Western New York :
- Vainqueur de la WPS Championship en 2011 (1)

 Thorns FC de Portland :
- Vainqueur de la National Women's Soccer League en 2013 (1)

 Olympique lyonnais :
- Vainqueur du championnat de France en 2017 (1)
- Vainqueur de la coupe de France en 2017[44] (1)
- Vainqueur de la Ligue des champions en 2017 (1)

 Wave de San Diego :
- Vainqueur de la NWSL Challenge Cup en 2024 (1)

### Distinctions personnelles
- Ballon d'argent de la Coupe du Monde U-20 en 2008
- Nommée pour le ESPY Awards Best Breakthrough Athlete en 2012
- Élue sportive de l'année par la Women's Sports Foundation en 2012
- Élue U.S. Soccer Athlete of the Year en 2012
- Nommée dans le top 3 des meilleures joueuses FIFA en 2012
- Nommée pour le ESPY Award Best Moment en 2013
- Nommée dans le second XI type de la NWSL en 2013
- Élue meilleure joueuse de la CONCACAF en 2013
- Nommée dans le XI type USWNT All-Time Best en 2013
- Élue MVP de la SheBelieves Cup en 2016
- Meilleure buteuse de la SheBelieves Cup en 2016
- Nommée dans le XI type mondial FIFPro en 2016
- Élue meilleure joueuse de la CONCACAF en 2016
- Nommée dans le XI type mondial FIFPro en 2017
- Élue meilleure joueuse de la CONCACAF en 2017
- Nommée dans le second XI type de la NWSL en 2017
- Soulier d'or du Championnat féminin de la CONCACAF 2018
- Élue meilleure joueuse de la CONCACAF en 2018
- Élue U.S. Soccer Athlete of the Year en 2018
- Soulier d'argent de la Coupe du monde féminine de football 2019
- The Best - Joueuse de la FIFA (2e place) en 2019
- Nommée dans le XI type mondial FIFPro en 2019

## En dehors des terrains

### Divers
En 2015 elle est l'une des trois premières joueuses féminines (avec Christine Sinclair sur la version canadienne et Steph Catley sur la version australienne) à figurer, dans la version américaine,  sur la couverture du jeu vidéo FIFA 16 produit par Electronic Arts. Son image a été choisie pour promouvoir l'introduction dans le jeu d'équipes féminines, une nouveauté de cette version 16. Alex Morgan a aussi participé au tournage du film "Alex & Moi ".

### Vie privée
Fin décembre 2014, Alex Morgan épouse le joueur de football Servando Carrasco à Santa Barbara en Californie,. Le 7 mai 2020, elle donne naissance à une fille prénommée Charlie Elena Carrasco.
Le 5 septembre 2024, lors de sa vidéo d'annonce de sa retraite, elle annonce être enceinte de son deuxième enfant.